# 버드내 산제당
버드내 산제당은 대한민국 경기도 수원시 권선구 세류동에 있다. 2003년 11월 27일 수원시의 향토유적 제11호로 지정되었다.

## 개요
버드내 산제당은 옛날부터 이어져온 수원시의 대표적인 마을 제당 중의 하나였다. 윗버드내(세류 3동)의 산제당에서 벌어지는 마을 공동의 제의는 ‘당제’, ‘당제사’, ‘산신제’, ‘산제사’ 등으로 불린다. 본래 당집의 형태는 전하는 바가 없었으나, 흙벽에 기와지붕이었던 당집의 훼손이 심하여 1956년 시멘트블럭으로 벽을 쌓고 슬레이트 지붕으로 중건하였다. 이 역시 세월이 흐르면서 낡고 훼손이 심하여 2007년 7월 10일 현재의 모습으로 중건하였다. 당제는 매년 음력 시월 초하루 저녁에 벌어지며, 마을의 평안과 마을 사람들의 무병장수, 풍요로운 수확을 기원하는 전형적인 농촌마을의 제의였음을 보여준다.